# Svenska Dagbladets operapris

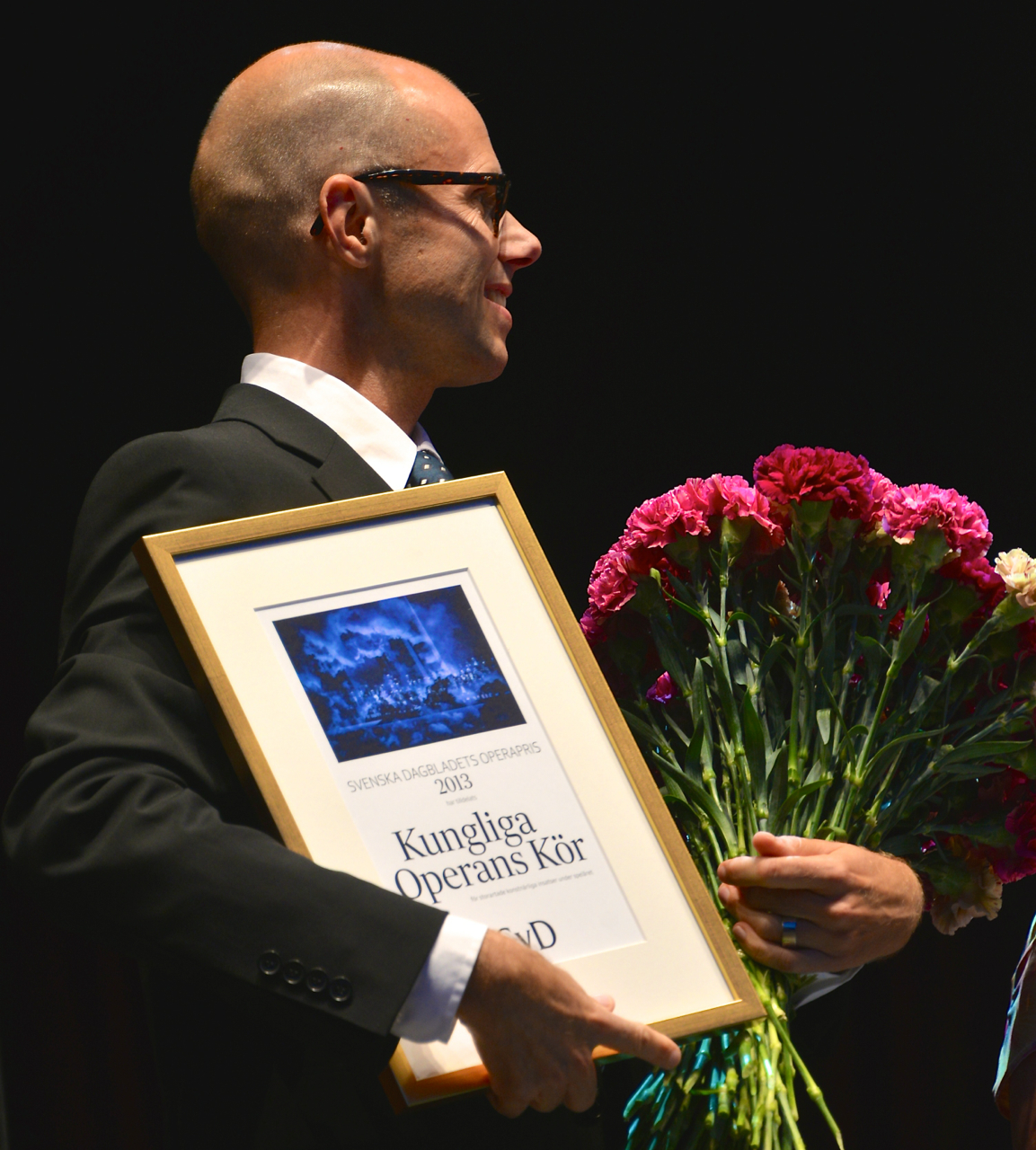
Olof Lilja tar emot Svenska Dagbladets operapris för 2013 som går till Kungliga Operans kör.

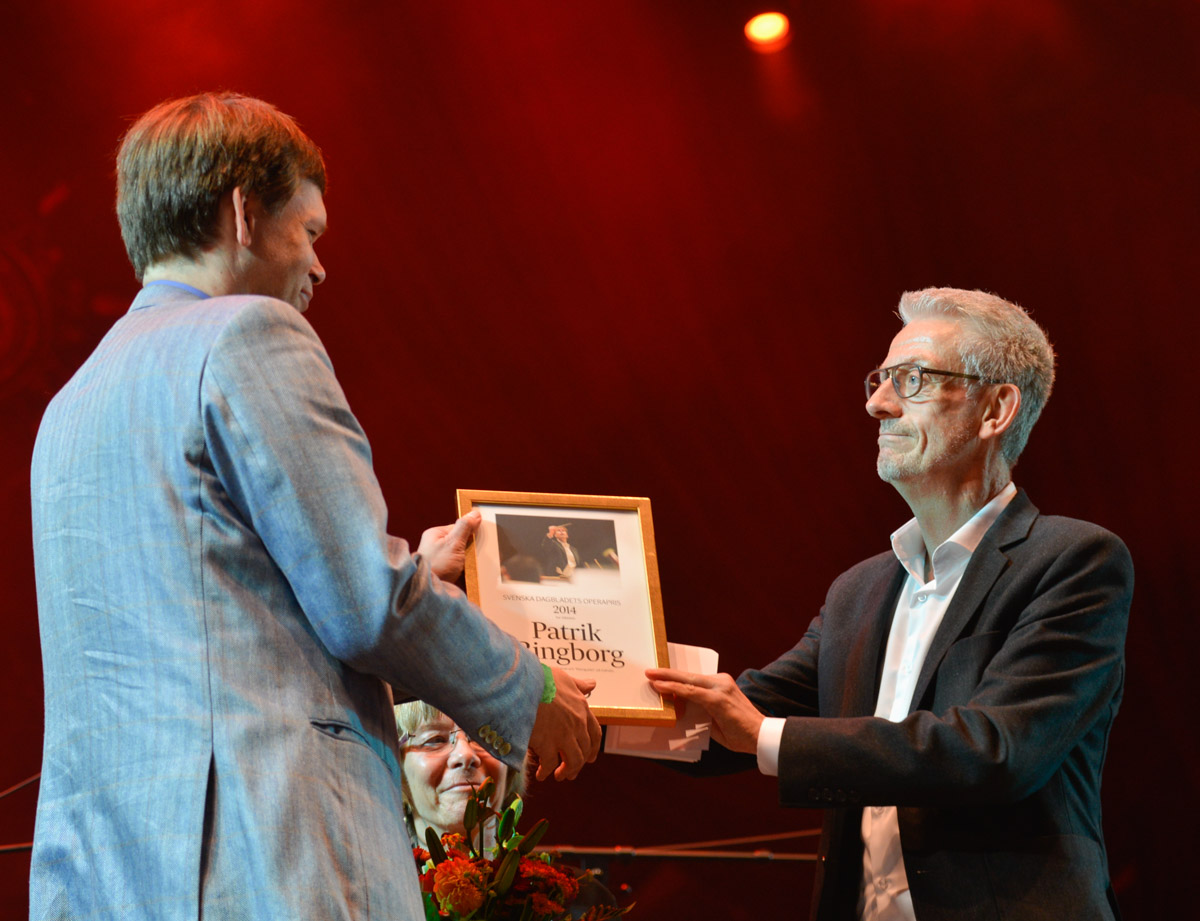
Patrik Ringborg tar emot Svenska Dagbladets operapris 2014 på Gustav Adolfs torg under Stockholms Kulturfestival.

Svenska Dagladets operapris (eg. Svenska Dagbladets opera- och danspris) är ett svenskt kulturpris, som sedan november 1977 årligen utdelas av Svenska Dagbladet till en betydande insats inom opera eller balett/modern dans under det gångna spelåret. Priset är en pengasumma som 2018 uppgick till 25 000 kronor.

## Pristagare
Priset har delats ut alla år sedan starten. Det delades ursprungligen ut per kalenderår, det vill säga priset för 1977 delades priset ut 1978. Det ändrades efter att priset för 1992 delades ut i början av 1993. Därefter har priset delats ut per säsong, med början för prisutdelningen för 1994 års pris som delades ut 1994. Därför anges ingen pristagare för 1993.
- 1977 – Erik Sædén, hovsångare, operasångare.
- 1978 – Sylvia Lindenstrand, hovsångare, operasångare.
- 1979 – Göran Järvefelt, regissör.
- 1980 – Anneli Alhanko, hovdansare, prima ballerina assoluta.
- 1981 – Folkoperan och Stockholms Musikdramatiska Ensemble.
- 1982 – Ulf Gadd, koreograf.
- 1983 – Vadstena-Akademien/Torbjörn Lillieqvist, operasångare, operachef.
- 1984 – MariAnne Häggander, hovsångare, operasångare.
- 1985 – Gösta Winbergh, hovsångare, operasångare.
- 1986 – Lena Nordin, hovsångare, operasångare.
- 1987 – Bengt Krantz, operasångare.
- 1988 – Siv Wennberg, hovsångare, operasångare.
- 1989 – Mikael Samuelson, operasångare.
- 1990 – Göteborgsoperans scenverksamhet på studioscenen Lillan i Göteborg.
- 1991 – Jonas Forssell, kompositör.
- 1992 – Marie Lindqvist, hovdansare, prima ballerina.
- 1993 - Priset började delas ut per säsong istället för år.
- 1994 – Katarina Dalayman, hovsångare, operasångare.
- 1995 – Hans Hiort, operachef för Musikteatern i Värmland.
- 1996 – Virpi Pahkinen, koreograf, dansare.
- 1997 – John-Erik Eleby, operasångare.
- 1998 – Michiyo Hayashi, balettdansör.
- 1999 – Gunilla Stephen-Kallin, operasångare.
- 2000 – Jan-Erik Wikström, hovdansare, premiärdansör.
- 2001 – Peter Mattei, hovsångare, operasångare.
- 2002 – Kerstin Avemo, operasångare.
- 2003 – Göteborgsoperans orkester.
- 2004 – Nina Stemme, hovsångare, operasångare.
- 2005 – Lars-Åke Thessman, scenograf.
- 2006 – BouncE Streetdance Company.
- 2007 – Maria Sundqvist, regissör, librettist, konstnärlig ledare för Operaverkstan vid Malmö Opera.
- 2008 – Mats Ek, koreograf, f.d. chef för Cullbergbaletten.
- 2009 – Michael Weinius, hovsångare, operasångare.
- 2010 – Malin Byström, operasångare.
- 2011 – Örjan Andersson, koreograf.
- 2012 – Ingela Brimberg, operasångare.
- 2013 – Kungliga Operans kör.
- 2014 – Patrik Ringborg, dirigent.
- 2015 – Mats Larsson Gothe, tonsättare.[2]
- 2016 – Emma Vetter, operasångare.[3]
- 2017 – Henrik Dorsin och Ole Anders Tandberg.[4]
- 2018 – Katarina Karnéus, hovsångare, operasångare.[5]
- 2019 – Alexander Ekman, dansare, koreograf[6]
- 2020 – Anna Karinsdotter[7]
- 2021 – Elin Rombo[8]
- 2022 – Charlotte Engelkes[9]
- 2023 – Julia Sporsén, sopran[10]
- 2024 – Luthando Qave, operasångare[11]